# Emil Welte

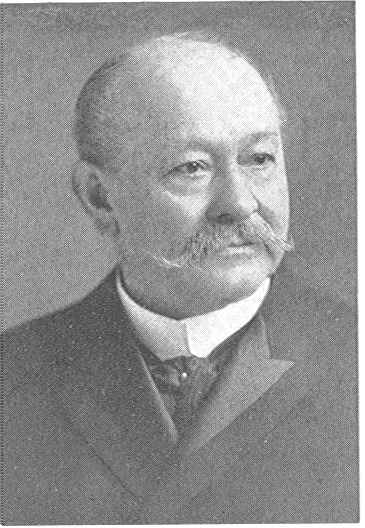
Emil Welte, ca. 1907

Emil Welte (* 20. April 1841 in Vöhrenbach im Schwarzwald; † 25. Oktober 1923 in Norwichtown, Norwich (Connecticut)) war ein deutsch-amerikanischer Fabrikant, Erfinder und Geschäftsmann. Er war das erste Kind des berühmten Spieluhrenmachers Michael Welte und dessen Frau Maria Adelheidis Ganter (1819–1857).

## Leben
Er besuchte in Furtwangen die 1850 gegründete Großherzoglich Badische Uhrmacherschule. Anschließend wurde er beim Karlsruher Hofkapellmeister Joseph Strauß (1793–1866) in Harmonielehre unterrichtet. In seinem Nachruf in der Zeitschrift für Instrumentenbau heißt es: „...Er hat sich in der Kunst des Uhrenbaues, namentlich der Spieluhren betätigt. Auf diesem Gebiete bekundete er schon in seiner Jugend ein solches Genie und eine solche Meisterschaft, dass er im Alter von 21 von Großherzog Friedrich von Baden den ehrenvollen Auftrag erhielt, die Schwarzwälder Uhren- und Spieldosenindustrie auf der Weltausstellung London 1862 zu vertreten.
1865 reiste er in die USA, um in New York in dem damals weltbekannten Atlantic Garden von William Kramer ein Orchestrion aufzustellen. Dieses war für viele Jahre eine Sehenswürdigkeit in New York. Als Vertretung des väterlichen Geschäftes in den USA gründete er die Firma „M. Welte & Sons“. Ein weiteres Orchestrion, das von ihm in New York in „Theis’ Alhambra Court“ aufgestellt wurde, avancierte ebenfalls zur Sehenswürdigkeit.
1871 heiratete Emil die 1853 geborene Emma Foerster aus Norwich in Connecticut, eine Tochter deutscher Einwanderer aus Preußen.
Das Paar hatte zwei  Kinder: Carl M. Welte (1872–1955) und den bereits mit acht Jahren verstorbenen Emile Welte (1873–1881).
1880 erfolgte nach dem Tod des Vaters die Übernahme des Freiburger Mutterhauses durch die Brüder Emil, Berthold und Michael jr.
Am 30. Oktober 1883 wurde Emil Welte das US-Patent 287.599 erteilt, mit der das Freiburger Unternehmen M. Welte & Söhne und ihre amerikanische Niederlassung die Steuerung von Musikinstrumenten durch ein perforiertes Notenblatt schützen ließ. Am 28. Oktober 1883 folgte das deutsche Reichspatent Nr. 26.733. Dieses mit Druckluft arbeitende Verfahren wurde ständig weiterentwickelt, da es sich in der Praxis nicht bewährt hatte. Zwei weitere Patente von 1889 (DRP 48.741 und 58.252) verbesserten das Verfahren entscheidend und machten es praxisgerecht. Dieses mit Saugluft arbeitende Notenrollensystem war für den weiteren Geschäftserfolg ausschlaggebend. Es ersetzte die bisher zur Steuerung der Instrumente benutzten empfindlichen Stiftwalzen durch gelochte Papierstreifen, die sogenannten Notenrollen. Von da an stellte Welte die gesamte Produktion auf die Notenrolle um, weitere Firmen folgten.
Mit der Notenrolle stand der Industrie erstmals ein leicht herstellbarer und auswechselbarer Tonträger zur Verfügung. Dieses neue Medium hatte enormen Einfluss auf die Entwicklung der damals beginnenden Musikindustrie, die damit ihre Kunden erstmals mit aktueller Musik versorgen konnte.
M. Welte & Söhne war nun vom in der Art einer Manufaktur organisierten Hersteller von Musikinstrumenten zum Hersteller von Medien geworden. Folgerichtig bot die Firma Besitzern älterer Instrumente, die durch Holzwalzen gesteuert wurden, den Umbau auf das neue System umsonst an, waren doch hier Kunden für den Verkauf der Medien zu gewinnen.
Mit der Markteinführung des Welte-Mignon-Reproduktionsklavier 1905 gelang Welte endgültig der Durchbruch an die Spitze der Hersteller von mechanischen Musikinstrumenten.